# WWE Main Event
Main Event ist ein Fernsehformat von WWE, das seit dem 3. Oktober 2012 auf dem Sender Ion Television und auf dem Internet-Videoportal Hulu Plus ausgestrahlt wird.  Diese Show zeigt exklusives Hintergrundmaterial und baut auf Fehden, welche bei RAW und SmackDown weitergeführt werden.
In Deutschland wird die Sendung freitags um 19:00 Uhr auf der deutschen WWE-Website gezeigt.

## Geschichte
WWE Main Event startete am 3. Oktober 2012 in den USA auf dem Sender Ion Television und auf dem Internet-Videoportal Hulu Plus. Sie wird genauso wie die weiteren Shows der WWE in HD produziert und ausgestrahlt. Die Show wird jeden Dienstag vor den Tapings von SmackDown aufgezeichnet und am darauffolgenden Mittwoch ausgestrahlt.
WWE Main Event steht nicht in Konkurrenz zu RAW und SmackDown, sondern soll auch dazu dienen, Fehden dieser beiden Shows weiter aufzubauen oder fortzuführen.